# Планеты-гиганты

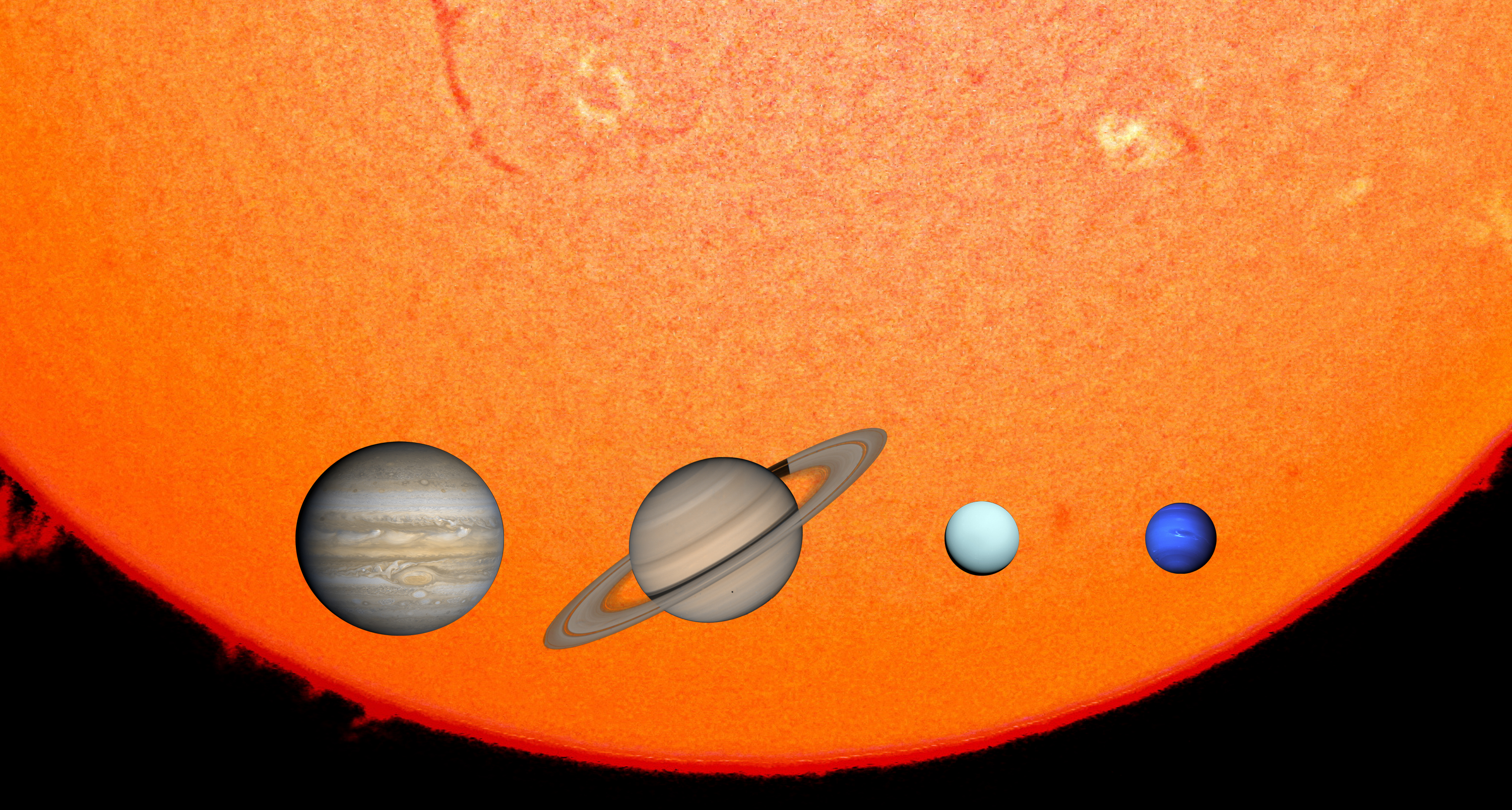
Четыре планеты-гиганта в сравнении с Солнцем (в масштабе) слева направо: Юпитер, Сатурн, Уран и Нептун.

Относительные массы планет-гигантов внешней Солнечной системы.

Планеты-гиганты — любые массивные планеты. Обычно они состоят из веществ с низкой температурой кипения (газов или льдов), а не из камня или другого твёрдого вещества, но также могут существовать массивные твёрдые планеты. В Солнечной системе есть четыре известные планеты-гиганта: Юпитер, Сатурн, Уран и Нептун, расположенные за пределами пояса астероидов. 
Много экзопланет было обнаружено на орбитах других звёзд.
Планеты-гиганты иногда называют газовыми гигантами. Однако многие астрономы применяют последний термин только к Юпитеру и Сатурну, классифицируя Уран и Нептун (имеющие различные составы) как ледяные гиганты. Оба названия могут вводить в заблуждение: все планеты-гиганты состоят в основном из вещества, которое не находится в чётко газовой и жидкой форме. Основными компонентами являются водород и гелий в случае Юпитера и Сатурна и вода, аммиак и метан в случае Урана и Нептуна.
Определяющие различия между коричневыми карликами с малой массой и газовыми гигантами (~13 MJ) обсуждаются. Часть дебатов касается того, могут ли коричневые карлики по определению запустить термоядерную реакцию в какой-то момент своей истории.

## Известные
В отличие от каменных планет земной группы, остальные четыре известные планеты Солнечной системы являются планетами-гигантами. Они быстрее вращаются, имеют значительно бо́льшие размеры и массу (вследствие чего давление в их недрах намного выше), более низкую среднюю плотность (близкую к средней Солнечной, 1,4 г/см³), мощную атмосферу, большее количество спутников, а также обладают кольцами (тогда как у планет земной группы таковых нет). Почти все эти характеристики убывают от Юпитера к Нептуну.

### Юпитер
Масса Юпитера в 318 раз больше земной, и он в 2,5 раза массивнее всех остальных планет, вместе взятых. Состоит главным образом из водорода и гелия. Высокая внутренняя температура Юпитера вызывает множество долгоживущих вихревых структур в его атмосфере, таких как полосы облаков и Большое красное пятно.
У Юпитера 95 спутников. 
Четыре крупнейших — Ио, Европа, Ганимед и Каллисто — схожи с планетами земной группы по таким явлениям, как вулканическая активность и внутренний нагрев. Ганимед, крупнейший спутник в Солнечной системе, превосходит по размеру планету Меркурий.

### Сатурн
У Сатурна, известного своей обширной системой колец, структура атмосферы и магнитосферы схожа с наблюдаемой на Юпитере. По сравнению с аналогичными юпитерианскими параметрами его объём составляет 60 %, а масса (95 масс Земли) — меньше трети.
Таким образом, Сатурн — наименее плотная планета Солнечной системы (его средняя плотность меньше плотности воды).
У Сатурна имеются 146 подтверждённых спутников. 
Два из них — Титан и Энцелад — проявляют признаки геологической активности. Активность эта, однако, не схожа с земной, поскольку в значительной степени обусловлена активностью льда. Титан, превосходящий размерами Меркурий, — единственный спутник в Солнечной системе с плотной атмосферой, а также единственное небесное тело в Солнечной системе кроме Земли с доказанным стабильным существованием жидкости на поверхности.

### Уран
Уран, масса которого в 14 раз больше, чем у Земли, — самая лёгкая из внешних планет. Его уникальность среди других планет состоит в том, что он вращается «лёжа на боку»: наклон оси вращения к плоскости эклиптики равен примерно 98°. Если другие планеты можно сравнить с вращающимися волчками, то Уран больше похож на катящийся шар. Имея намного более холодное ядро, чем у других газовых гигантов, он излучает в космос очень мало тепла.
По состоянию на 2024 год открыты 28 спутников Урана.
Крупнейшие из них — Титания, Оберон, Умбриэль, Ариэль и Миранда.

### Нептун
Нептун, хотя и немного меньше Урана, более массивен (17 масс Земли) и поэтому его плотность выше (по средней плотности превосходит все остальные планеты-гиганты). Он излучает больше внутреннего тепла, но не так много, как Юпитер или Сатурн.
У Нептуна имеется 16 известных спутников. 
Крупнейший — Тритон — является геологически активным, с гейзерами жидкого азота. 
Тритон — единственный крупный спутник, движущийся в обратном направлении; считается захваченным из Пояса Койпера. 
Также Нептун имеет несколько троянских астероидов, которые находятся с ним в резонансе 1:1.

## Предполагаемые
В 2011 году учёными была предложена модель, исходя из которой после образования Солнечной системы примерно ещё 600 млн лет существовала гипотетическая пятая планета-гигант размером с Уран. 
Впоследствии, во время миграции крупных планет на их нынешнюю позицию, эта планета должна была быть либо выброшена из Солнечной системы (став планетой-сиротой), либо перейти на её далёкие окраины (став гипотетической планетой Тюхе или другой «Планетой X» в облаке Оорта), чтобы планеты могли занять их нынешние орбиты, не выбросив при этом ныне существующие Уран или Нептун или не вызвав столкновения Земли с Венерой или с Марсом.

### Девятая планета
В начале 2016 года американские астрономы Майкл Браун и Константин Батыгин опубликовали работу, объясняющую необычное положение орбит обособленных транснептуновых объектов. Она предполагает существование газового гиганта с массой, примерно равной 10 M🜨, удалённого от Солнца в среднем на 700 а.е. При моделировании условий формирования было принято предположение, что Девятая планета имеет радиус, примерно равный 3,7 R⊕.

### Тюхе
Д. Матис впервые выдвинул предложение о существовании планеты Тюхе (Тихея) в 1999 году, основываясь на полученном смещении в точках происхождения долгопериодических комет. Вместо распространённого мнения, согласно которому кометы прибывают из случайных точек на небе, Матис пришёл к выводу, что они были на самом деле объединены в группы по наклону эклиптики и исходят из облака Оорта. 
Такие кластеры могут быть объяснены результатом взаимодействия с невидимым объектом, по меньшей мере таким, как Юпитер.

### Другие «Планеты X»
Существуют другие теории о неизвестном газовом гиганте, но они, как, например, теория о гипотетической планете Нибиру, не являются научными и не основываются на проверяемых данных. Также существенно уменьшают количество предполагаемых планет работы космического телескопа WISE, которые ограничили альбедо предполагаемых планет в зависимости от расстояния до Солнца.